# Garderegiment
Ein Garderegiment ist ein militärischer Truppenteil, der zur Garde gehört, und dadurch in besonderer Beziehung zum Staatsoberhaupt steht.
Im Gegensatz dazu nennt man die übrigen Regimenter, die nicht zur Garde, sondern zur sog. „Linie“ zählen, Linienregimenter.
Ein Regiment besteht bei der Infanterie zumeist aus mehreren Bataillonen.

## Preußen
Die wichtigsten preußischen Garde-Regimenter:
- Infanterie
  - Garde-Regimenter zu Fuß
    - 1. Garde-Regiment zu Fuß in Potsdam
    - 2. Garde-Regiment zu Fuß in Berlin
    - 3. Garde-Regiment zu Fuß in Berlin
    - 4. Garde-Regiment zu Fuß („Moabiter Veilchen“) in Berlin-Moabit
    - 5. Garde-Regiment zu Fuß in  Spandau

  - Garde-Füsilier-Regiment („Maikäfer“) in Berlin
  - Grenadier-Regimenter
    - Kaiser Alexander Garde-Grenadier-Regiment Nr. 1 („Alexandriner“) in Berlin
    - Kaiser Franz Garde-Grenadier-Regiment Nr. 2 („Franzer“, „Bluthunde“) in Berlin 
    - Königin Elisabeth Garde-Grenadier-Regiment Nr. 3 („Elisabether“) in Charlottenburg
    - Königin Augusta Garde-Grenadier-Regiment Nr. 4 („Augustaner“) in Berlin
    - Garde-Grenadier-Regiment Nr. 5 in Spandau

  - Garde-Jäger-Bataillon in Potsdam
  - Garde-MG-Abteilung Nr. 1 in Berlin-Ruhleben
  - Garde-Schützen-Bataillon („Neuchateller“) Lichterfelde
  - Garde-MG-Abteilung Nr. 2 in Berlin-Dahlem
  - Lehr-Infanterie-Bataillon in Potsdam
- Kavallerie
  - Gardes du Corps in Potsdam
  - Garde-Kürassier-Regiment in Berlin
  - Leib-Garde-Husaren-Regiment in Potsdam
  - Dragoner-Regimenter
    - 1. Garde-Dragoner-Regiment „Königin Viktoria von Großbritannien und Irland“ in Berlin
    - 2. Garde-Dragoner-Regiment „Kaiserin Alexandra von Rußland“ in Berlin

  - Ulanen-Regimenter
    - 1. Garde-Ulanen-Regiment in Potsdam
    - 2. Garde-Ulanen-Regiment in Berlin
    - 3. Garde-Ulanen-Regiment in Potsdam
- Artillerie
  - Feldartillerie-Regimenter
    - 1. Garde-Feldartillerie-Regiment in Berlin
    - 2. Garde-Feldartillerie-Regiment in Potsdam
    - 3. Garde-Feldartillerie-Regiment in Berlin und Beeskow
    - 4. Garde-Feldartillerie-Regiment in Potsdam

  - Garde-Fußartillerie-Regiment in Spandau

Die Garde-Regimenter der Preußischen Armee bildeten zusammen ein eigenes Armeekorps, das Gardekorps.
Sie hatten – mit Ausnahme der Augustaner, die zeitweilig in Koblenz garnisonierten – ihre Garnison in oder nahe der preußischen Haupt- und Residenzstadt Berlin sowie der Residenz Potsdam.
Chef der beiden vornehmsten Garderegimenter: des 1. Garde-Regiments zu Fuß und des Regiments der Gardes du Corps war immer der jeweilige König von Preußen.

## Großbritannien

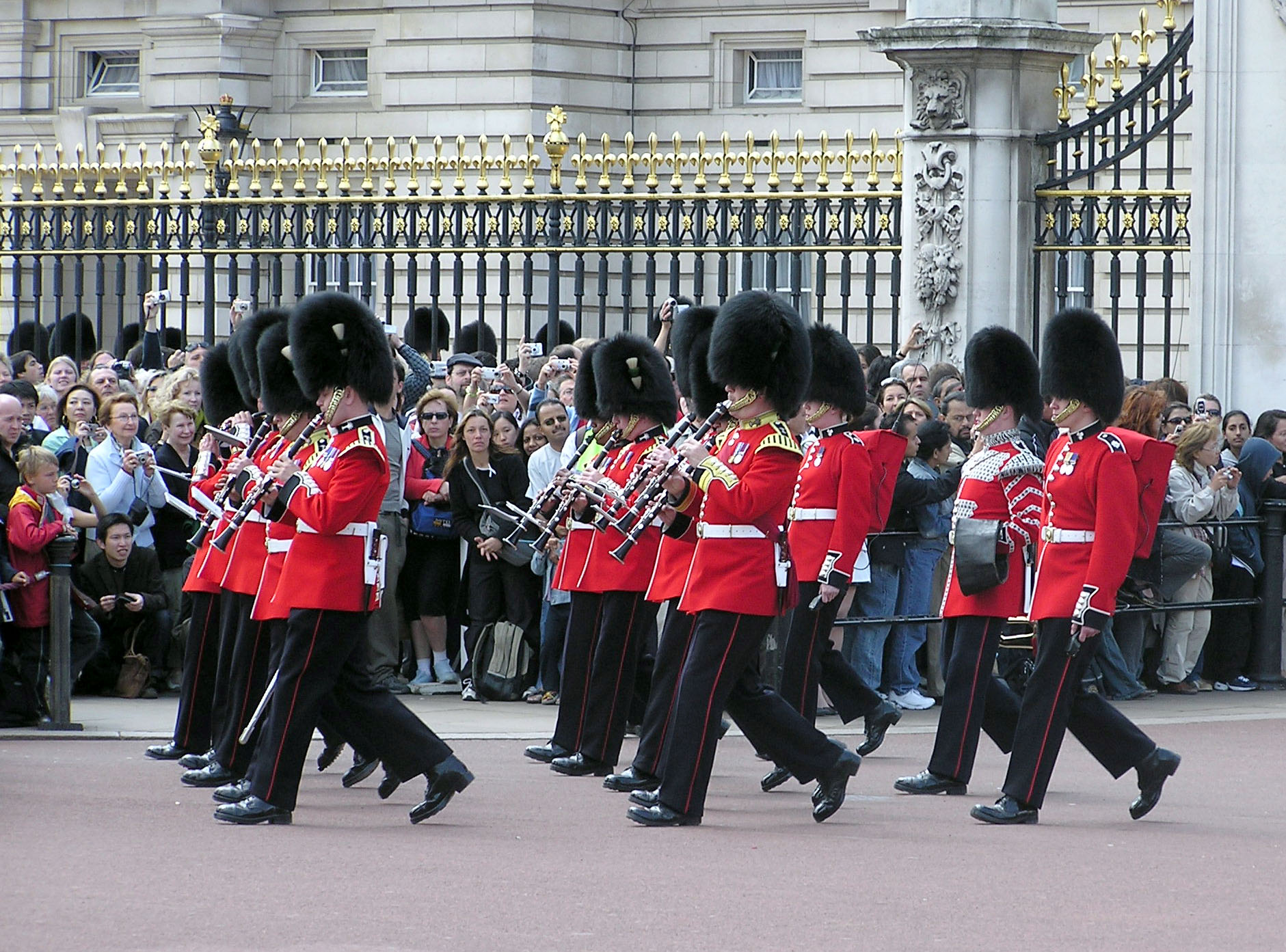
Wachablösung der Garde vor dem Buckingham Palace

Fußgarden  (Guards Division)
- Coldstream Guards
- Grenadier Guards
- Irish Guards
- Scots Guards
- Welsh Guards

Kavallerie (Household Cavalry)
- Life Guards
- Blues and Royals